# Next stop Nevada 1
|  | Denne artikel er oprettet af botten PalnaBot ud fra en ekstern database. Den kan derfor have sproglige fejl eller mangler. Denne skabelon kan fjernes efter kontrol af indholdet. |

Next stop Nevada 1 er en film fra 1987 instrueret af Søren Bak Sørensen. Filmen handler om Next Stop Nevada.

## Handling
En fortælling om 55 unge danskeres 'fredsmission' i USA og om, hvad det sætter i gang i deres hoveder. En nuanceret skildring af amerikanernes holdning til krig og fred. En film, som stiller spørgsmålstegn ved gængse forestillinger om USA og amerikanere.